# Kolpophis annandalei
Kolpophis annandalei là một loài rắn trong họ Rắn hổ. Loài này được Laidlaw mô tả khoa học đầu tiên năm 1901.